# 北六番丁通り
北六番丁通り（きたろくばんちょうとおり）は、宮城県仙台市青葉区を東西に走る道路の一つである。西端が土橋通、東端が宮町通りとなっている。路線の名称は仙台市の歴史的町名等活用推進事業により制定された。北六番丁は江戸時代に侍の町だった所である。また、行政上の名称は「仙台市道746号・北六番丁線」である。

## 概要
この通りのうち東寄りの勾当台通から宮町の間には、江戸時代から四ツ谷用水の本流が通っており、ほぼ拡幅工事無しに片側2車線の舗装道路が整備された。現在では、愛宕上杉通から宮町通の区間は車線減少工事と歩道工事が完了し、西行2車線／東行1車線の「3車線」道路に格下げされている。なお、四ッ谷用水は現在も暗渠として残っている。
宮町通りに接続する小松島・旭ヶ丘方面への主要道となっており、また仙山線東照宮駅西側には踏切があることから、宮町通交差点を先頭にした渋滞の発生も見られる。

## 交差または接続する道路
（西側 → 東側）
- 土橋通
- 新坂新道
- 新坂通
- 木町通・県道264号大衡仙台線
- 青葉神社通・旧奥州街道
- 勾当台通・県道22号仙台泉線（青葉消防署前）
- 堤通
- 外記丁通
- 愛宕上杉通（上杉6丁目）
- 中杉山通
- 二本杉通
- 杉山通（宮町4丁目）
- 宮町通

## 歴史
第二次世界大戦後、仙台市都心部から利府街道へ接続する主要経路となった。
（北四番丁通の拡幅・延長工事に伴う）中江郵便局前交差点の道路改良工事以前は利府町まで一本道であったため、道路情報などでは現在でも宮町通から中江まで（仙台市道1114号・宮町中江線）の区間も含めて北六番丁通と呼ばれることがある。また、仙山線の踏切名に新石巻街道とあるのは、街道として本来整備された藩政時代の石巻街道が鉄砲町・原町経由であったことによるもので、北六番丁通は新道扱いだったことに由来する。

## 沿道の主要施設
沿道には、多くの教育機関がある。
- 東北大学
  - 星陵キャンパス
    - 東北大学病院・医学部・歯学部・大学院（医学研究科・歯学研究科）・加齢医学研究所

  - 旧雨宮キャンパス（平成29年に青葉山キャンパスへ移転）[2]
    - 農学部・大学院（農学研究科）・加齢医学研究所雨宮分所
- 宮城教育大学上杉キャンパス
  - 附属小学校
  - 附属中学校
  - 附属幼稚園
- 宮城県立視覚支援学校
  - 宮城県視覚障害者情報センター（旧点字図書館）
- 仙台市立北六番丁小学校
- 仙台市立第二中学校
- 仙台北年金事務所
- 仙台市消防局・青葉消防署
- 日本郵便株式会社 仙台柏木郵便局
- 日本郵便株式会社 仙台上杉六郵便局
- 宮城県対がん協会がん検診センター
- 社会福祉法人 木這子 ことりの家保育園
- 勝山企業
  - 勝山スケーティングクラブ（閉店）
  - 勝山ボウリングクラブ（閉店）
  - 西友 勝山公園店（旧東北西友）（閉店）
- 北六番丁公園（六幽庵庭園）[3]

## 北四番丁との関係
現在は北四番丁通が利府街道接続のメインルートであるが、仙台市営バスについては利府街道方面へ向かう路線は全て北六番丁通を経由する（但し県庁市役所経由の最東端路線は東仙台営業所行きであり、以東へ向かう路線は設定されていない）。現在は1時間に6～8本（平日）運行されているが、朝のラッシュ時は10本以上に増発される。宮城野区方面からの利用客に配慮し、朝は仙台駅前行、夕方～夜間は東仙台・鶴ヶ谷方面行の本数が多く設定される。北四番丁通の拡幅・延長工事完了後暫くは北四番丁経由新設に伴い減便を余儀なくされた（北六経由：鶴ヶ谷・安養寺・旭ヶ丘駅の3系統、北四経由：東仙台系統）。しかし、両通りが併走する上杉・宮町地区の利用者の半数以上は宮城教育大学附属小学校・中学校、視覚支援学校の関係者であったため、児童・生徒の東仙台線離れが進行し、同線は極端な利用者数減に陥った。このため、現在は広瀬通一番町系統も含めて全便が北六番丁通経由に戻された。
なお、大正時代から昭和初期に作成され国の認証を受けた仙台市の都市道路網計画では、利府街道に直接接続する道路は、現在の定禅寺通の延長線上に考えられていた。北四番丁通はその北側を平行する形で、現在の東仙台2丁目交差点付近で利府街道に合流する計画であった。北六番丁通については特に触れられていない。
北四番丁通と北六番丁通に南北を（木町通と新坂新道に東西を）囲まれた現在地に、東北大学病院・東北大学医学部が置かれたのはその前身である県立宮城病院時代の1911年（明治44年）で、この時北五番丁通が東西に分断された。以後、北六番丁通北側の地に1941年（昭和16年）抗酸菌病研究所（現在の加齢医学研究所）、（旧制）県立第二中学校跡地に1965年（昭和40年）東北大学歯学部が置かれて現在の星陵町を成している。